# Campionati europei di nuoto in vasca corta 2003
Gli 11 mi Campionati europei di nuoto in vasca corta si sono svolti a Dublino (Irlanda) dall'11 al 14 dicembre 2003.

## Medagliere
| Posizione | Paese               | Oro | Argento | Bronzo | Totale |
| --------- | ------------------- | --- | ------- | ------ | ------ |
| 1         | Germania            | 7   | 6       | 8      | 21     |
| 2         | Gran Bretagna       | 7   | 6       | 1      | 14     |
| 3         | Paesi Bassi         | 5   | 1       | 2      | 8      |
| 4         | Slovenia            | 3   | 1       | 1      | 5      |
| 5         | Ungheria            | 3   | 0       | 1      | 4      |
| 6         | Svezia              | 2   | 5       | 0      | 7      |
| 7         | Russia              | 2   | 3       | 2      | 7      |
| 8         | Francia             | 2   | 0       | 2      | 4      |
| 9         | Finlandia           | 2   | 0       | 1      | 3      |
| 10        | Italia              | 1   | 3       | 3      | 7      |
| 11        | Ucraina             | 1   | 2       | 4      | 7      |
| 12        | Rep. Ceca           | 1   | 2       | 1      | 4      |
| 13        | Serbia e Montenegro | 1   | 1       | 0      | 2      |
| 13        | Slovacchia          | 1   | 1       | 0      | 2      |
| 15        | Austria             | 1   | 0       | 3      | 4      |
| 16        | Spagna              | 1   | 0       | 1      | 2      |
| 17        | Bielorussia         | 0   | 1       | 3      | 4      |
| 18        | Svizzera            | 0   | 1       | 1      | 2      |
| 19        | Croazia             | 0   | 1       | 0      | 1      |
| 19        | Islanda             | 0   | 1       | 0      | 1      |
| 19        | Irlanda             | 0   | 1       | 0      | 1      |
| 22        | Danimarca           | 0   | 0       | 2      | 2      |
| 22        | Polonia             | 0   | 0       | 2      | 1      |
| 24        | Lituania            | 0   | 0       | 1      | 1      |

## Piscina 25 m

### 50 m stile libero
| Posizione | Atleta              | Paese               | Tempo |
| --------- | ------------------- | ------------------- | ----- |
|           | Mark Foster         | Regno Unito         | 21.42 |
|           | Milorad Čavić       | Serbia e Montenegro | 21.49 |
|           | Bartosz Kizierowski | Polonia             | 21.54 |

| Posizione | Atleta           | Paese       | Tempo |
| --------- | ---------------- | ----------- | ----- |
|           | Marleen Veldhuis | Paesi Bassi | 24.39 |
|           | Alison Sheppard  | Regno Unito | 24.48 |
|           | Malia Metella    | Francia     | 24.54 |

### 100 m stile libero
| Posizione | Atleta                    | Paese       | Tempo |
| --------- | ------------------------- | ----------- | ----- |
|           | Pieter van den Hoogenband | Paesi Bassi | 46.81 |
|           | Filippo Magnini           | Italia      | 47.32 |
|           | Christian Galenda         | Italia      | 47.77 |

| Posizione | Atleta              | Paese       | Tempo |
| --------- | ------------------- | ----------- | ----- |
|           | Malia Metella       | Francia     | 53.15 |
|           | Marleen Veldhuis    | Paesi Bassi | 53.42 |
|           | Hanna-Maria Seppälä | Finlandia   | 53.46 |

### 200 m stile libero
| Posizione | Atleta                    | Paese       | Tempo   |
| --------- | ------------------------- | ----------- | ------- |
|           | Pieter van den Hoogenband | Paesi Bassi | 1:41.89 |
|           | Květoslav Svoboda         | Rep. Ceca   | 1:44.56 |
|           | Saulius Binevičius        | Lituania    | 1:45.09 |

| Posizione | Atleta           | Paese       | Tempo   |
| --------- | ---------------- | ----------- | ------- |
|           | Melanie Marshall | Regno Unito | 1:55.10 |
|           | Josefin Lillhage | Svezia      | 1:55.57 |
|           | Alena Popchanka  | Bielorussia | 1:55.66 |

### 400 m stile libero
| Posizione | Atleta                | Paese     | Tempo   |
| --------- | --------------------- | --------- | ------- |
|           | Massimiliano Rosolino | Italia    | 3:40.19 |
|           | Yuri Prilukov         | Russia    | 3:40.19 |
|           | Květoslav Svoboda     | Rep. Ceca | 3:42.34 |

| Posizione | Atleta            | Paese       | Tempo   |
| --------- | ----------------- | ----------- | ------- |
|           | Joanne Jackson    | Regno Unito | 4:04.00 |
|           | Rebecca Cooke     | Regno Unito | 4:04.80 |
|           | Melissa Caballero | Spagna      | 4:05.00 |
|           | Regina Stytch     | Russia      | 4:05.00 |

### 800 m stile libero
| Posizione | Atleta           | Paese       | Tempo   |
| --------- | ---------------- | ----------- | ------- |
|           | Erika Villaécija | Spagna      | 8:18.65 |
|           | Rebecca Cooke    | Regno Unito | 8:22.05 |
|           | Éva Risztov      | Ungheria    | 8:23.94 |

### 1500 m stile libero
| Posizione | Atleta                | Paese       | Tempo    |
| --------- | --------------------- | ----------- | -------- |
|           | Yuri Prilukov         | Russia      | 14:31.82 |
|           | Graeme Smith          | Regno Unito | 14:42.64 |
|           | Massimiliano Rosolino | Italia      | 14:47.34 |

### 50 m dorso
| Posizione | Atleta              | Paese    | Tempo |
| --------- | ------------------- | -------- | ----- |
|           | Thomas Rupprath     | Germania | 23.71 |
|           | Vyacheslav Shyrshov | Ucraina  | 24.16 |
|           | Toni Helbig         | Germania | 24.19 |

| Posizione | Atleta             | Paese     | Tempo |
| --------- | ------------------ | --------- | ----- |
|           | Ilona Hlaváčková   | Rep. Ceca | 27.48 |
|           | Antje Buschschulte | Germania  | 27.54 |
|           | Louise Ørnstedt    | Danimarca | 27.56 |

### 100 m dorso
| Posizione | Atleta          | Paese    | Tempo |
| --------- | --------------- | -------- | ----- |
|           | Thomas Rupprath | Germania | 50.72 |
|           | Örn Arnarson    | Islanda  | 51.74 |
|           | Steffen Driesen | Germania | 51.92 |

| Posizione | Atleta             | Paese     | Tempo |
| --------- | ------------------ | --------- | ----- |
|           | Antje Buschschulte | Germania  | 58.40 |
|           | Ilona Hlaváčková   | Rep. Ceca | 58.72 |
|           | Laure Manaudou     | Francia   | 58.99 |

### 200 m dorso
| Posizione | Atleta          | Paese    | Tempo   |
| --------- | --------------- | -------- | ------- |
|           | Blaž Medvešek   | Slovenia | 1:52.60 |
|           | Steffen Driesen | Germania | 1:53.07 |
|           | Markus Rogan    | Austria  | 1:53.08 |

| Posizione | Atleta              | Paese    | Tempo   |
| --------- | ------------------- | -------- | ------- |
|           | Antje Buschschulte  | Germania | 2:04.23 |
|           | Stanislava Komarova | Russia   | 2:05.42 |
|           | Iryna Amshennikova  | Ucraina  | 2:06.51 |

### 50 m rana
| Posizione | Atleta        | Paese    | Tempo |
| --------- | ------------- | -------- | ----- |
|           | Oleg Lisogor  | Ucraina  | 26.89 |
|           | Remo Lütolf   | Svizzera | 27.02 |
|           | Mark Warnecke | Germania | 27:03 |

| Posizione | Atleta           | Paese    | Tempo |
| --------- | ---------------- | -------- | ----- |
|           | Sarah Poewe      | Germania | 30.40 |
|           | Emma Igelström   | Svezia   | 30.59 |
|           | Elena Bogomazova | Russia   | 30.99 |

### 100 m rana
| Posizione | Atleta       | Paese       | Tempo |
| --------- | ------------ | ----------- | ----- |
|           | James Gibson | Regno Unito | 58.03 |
|           | Oleg Lisogor | Ucraina     | 58.42 |
|           | Darren Mew   | Regno Unito | 58.78 |

| Posizione | Atleta           | Paese    | Tempo   |
| --------- | ---------------- | -------- | ------- |
|           | Sarah Poewe      | Germania | 1:06.31 |
|           | Elena Bogomazova | Russia   | 1:06.63 |
|           | Mirna Jukić      | Austria  | 1:06.68 |

### 200 m rana
| Posizione | Atleta               | Paese       | Tempo   |
| --------- | -------------------- | ----------- | ------- |
|           | Ian Edmond           | Regno Unito | 2:05.63 |
|           | Andrew Bree          | Irlanda     | 2:08.02 |
|           | Thijs van Valkengoed | Paesi Bassi | 2:08.30 |

| Posizione | Atleta        | Paese    | Tempo   |
| --------- | ------------- | -------- | ------- |
|           | Mirna Jukić   | Austria  | 2:21.09 |
|           | Anne Poleska  | Germania | 2:21.93 |
|           | Simone Weiler | Germania | 2:22.64 |

### 50 m delfino
| Posizione | Atleta          | Paese       | Tempo |
| --------- | --------------- | ----------- | ----- |
|           | Mark Foster     | Regno Unito | 23.22 |
|           | Alexei Puninski | Croazia     | 23.40 |
|           | Andriy Serdinov | Ucraina     | 23.44 |

| Posizione | Atleta                | Paese      | Tempo |
| --------- | --------------------- | ---------- | ----- |
|           | Anna-Karin Kammerling | Svezia     | 25.91 |
|           | Martina Moravcová     | Slovacchia | 26.25 |
|           | Fabienne Nadarajah    | Austria    | 26.44 |

### 100 m delfino
| Posizione | Atleta          | Paese               | Tempo |
| --------- | --------------- | ------------------- | ----- |
|           | Milorad Čavić   | Serbia e Montenegro | 50.02 |
|           | Thomas Rupprath | Germania            | 50.43 |
|           | Andriy Serdinov | Ucraina             | 50.88 |

| Posizione | Atleta            | Paese       | Tempo |
| --------- | ----------------- | ----------- | ----- |
|           | Martina Moravcová | Slovacchia  | 57.25 |
|           | Johanna Sjöberg   | Svezia      | 58.23 |
|           | Alena Popchanka   | Bielorussia | 58.26 |

### 200 m delfino
| Posizione | Atleta             | Paese       | Tempo   |
| --------- | ------------------ | ----------- | ------- |
|           | Franck Esposito    | Francia     | 1:51.98 |
|           | Stephen Parry      | Regno Unito | 1:53.01 |
|           | Paweł Korzeniowski | Polonia     | 1:53.68 |

| Posizione | Atleta          | Paese     | Tempo   |
| --------- | --------------- | --------- | ------- |
|           | Éva Risztov     | Ungheria  | 2:06.72 |
|           | Francesca Segat | Italia    | 2:07.12 |
|           | Mette Jacobsen  | Danimarca | 2:07.55 |

### 100 m misti
| Posizione | Atleta         | Paese     | Tempo |
| --------- | -------------- | --------- | ----- |
|           | Peter Mankoč   | Slovenia  | 53.35 |
|           | Jani Sievinen  | Finlandia | 53.35 |
|           | Marco di Carli | Germania  | 54.06 |

| Posizione | Atleta          | Paese       | Tempo   |
| --------- | --------------- | ----------- | ------- |
|           | Alison Sheppard | Regno Unito | 1:01.19 |
|           | Alenka Kejžar   | Slovenia    | 1:01.29 |
|           | Hanna Shcherba  | Bielorussia | 1:01.40 |

### 200 m misti
| Posizione | Atleta                | Paese     | Tempo   |
| --------- | --------------------- | --------- | ------- |
|           | Jani Sievinen         | Finlandia | 1:55.40 |
|           | Massimiliano Rosolino | Italia    | 1:56.70 |
|           | Peter Mankoč          | Slovenia  | 1:57.03 |

| Posizione | Atleta         | Paese       | Tempo   |
| --------- | -------------- | ----------- | ------- |
|           | Alenka Kejžar  | Slovenia    | 2:09.32 |
|           | Hanna Shcherba | Bielorussia | 2:11.00 |
|           | Teresa Rohmann | Bielorussia | 2:11.44 |

### 400 m misti
| Posizione | Atleta                | Paese       | Tempo   |
| --------- | --------------------- | ----------- | ------- |
|           | László Cseh           | Ungheria    | 4:04.10 |
|           | Robin Francis         | Regno Unito | 4:05.20 |
|           | Massimiliano Rosolino | Italia      | 4:06.59 |

| Posizione | Atleta           | Paese    | Tempo   |
| --------- | ---------------- | -------- | ------- |
|           | Éva Risztov      | Ungheria | 4:33.57 |
|           | Yana Tolkatcheva | Russia   | 4:35.28 |
|           | Teresa Rohmann   | Germania | 4:35.47 |

### 4 x 50 m stile libero
| Posizione | Atleta                                                             | Paese       | Tempo      |
| --------- | ------------------------------------------------------------------ | ----------- | ---------- |
|           | Mark Veens Johan Kenkhuis Gijs Damen Pieter van den Hoogenband     | Paesi Bassi | 1:25.55 WR |
|           | Carsten Dehmlow Benjamin Friedrich Fabian Friedrich Jens Schreiber | Germania    | 1:26.26    |
|           | Vyacheslav Shyrshov Yuri Yegoshin Oleg Lisogor Oleksandr Volynets  | Ucraina     | 1:26.30    |

| Posizione | Atleta                                                                  | Paese       | Tempo      |
| --------- | ----------------------------------------------------------------------- | ----------- | ---------- |
|           | Hinkelien Schreuder Annabel Kosten Chantal Groot Marleen Veldhuis       | Paesi Bassi | 1:37.52 WR |
|           | Claire Hedenskog Anna-Karin Kammerling Johanna Sjöberg Josefin Lillhage | Svezia      | 1:37.68    |
|           | Katrin Meißner Sandra Völker Petra Dallmann Britta Steffen              | Germania    | 1:38.68    |

### 4 x 50 m misti
| Posizione | Atleta                                                         | Paese    | Tempo      |
| --------- | -------------------------------------------------------------- | -------- | ---------- |
|           | Thomas Rupprath Mark Warnecke Fabian Friedrich Carsten Dehmlow | Germania | 1:34.46 WR |
|           | Jens Petersson Martin Gustavsson Björn Lundin Stefan Nystrand  | Svezia   | 1:36.28    |
|           | Flori Lang Remo Lütolf Lorenz Liechti Karel Nový               | Svizzera | 1:36.65    |

| Posizione | Atleta                                                             | Paese       | Tempo   |
| --------- | ------------------------------------------------------------------ | ----------- | ------- |
|           | Emelie Kierkegaard Emma Igelström Johanna Sjöberg Josefin Lillhage | Svezia      | 1:48.79 |
|           | Antje Buschschulte Sarah Poewe Janine Pietsch Sandra Völker        | Germania    | 1:48.85 |
|           | Hinkelien Schreuder Moniek Nijhuis Chantal Groot Marleen Veldhuis  | Paesi Bassi | 1:49.10 |